# Еффінггем (округ, Іллінойс)
Шаблон:StateAbbr_ 39°04′ пн. ш. 88°35′ зх. д. / 39.06° пн. ш. 88.59° зх. д.
Округ  Еффінггем (англ. Effingham County) — округ (графство) у штаті  Іллінойс, США. Ідентифікатор округу 17049.

## Історія
Округ утворений 1831 року.

## Демографія
За даними перепису 
2000 року 
загальне населення округу становило 34264 осіб, зокрема міського населення було 13995, а сільського — 20269.
Серед мешканців округу чоловіків було 16974, а жінок — 17290. В окрузі було 13001 домогосподарство, 9182 родин, які мешкали в 13959 будинках.
Середній розмір родини становив 3,16.
Віковий розподіл населення поданий у таблиці:
| Стать    | До 15 років | 15-21 | 22-29 | 30-39 | 40-49 | 50-65 | 65-85 | Понад 85 |
| -------- | ----------- | ----- | ----- | ----- | ----- | ----- | ----- | -------- |
| Чоловіки | 4226        | 1764  | 1615  | 2453  | 2589  | 2408  | 1703  | 216      |
| Жінки    | 3825        | 1641  | 1568  | 2403  | 2494  | 2511  | 2344  | 504      |

## Суміжні округи
- Камберленд — північний схід
- Джеспер — схід
- Клей — південь
- Фаєтт — захід
- Шелбі — північний захід

## Виноски
1. ↑  U.S. Decennial Census. United States Census Bureau. Архів оригіналу за 26 квітня 2015. Процитовано 4 липня 2014.
2. ↑  Historical Census Browser. University of Virginia Library. Архів оригіналу за 11 серпня 2012. Процитовано 4 липня 2014.
3. ↑  Population of Counties by Decennial Census: 1900 to 1990. United States Census Bureau. Архів оригіналу за 24 квітня 2014. Процитовано 4 липня 2014.
4. ↑  Census 2000 PHC-T-4. Ranking Tables for Counties: 1990 and 2000 (PDF). United States Census Bureau. Архів оригіналу (PDF) за 18 грудня 2014. Процитовано 4 липня 2014.
5. ↑  State & County QuickFacts. United States Census Bureau. Архів оригіналу за 6 червня 2011. Процитовано 4 липня 2014.(англ.) Наведено за англійською вікіпедією.
6. ↑  American FactFinder. Бюро перепису населення США. Архів оригіналу за 21 травня 2008. Процитовано 31 січня 2008.

| США | Це незавершена стаття з географії США. Ви можете допомогти проєкту, виправивши або дописавши її. |